# Tőzsér Árpád
Tőzsér Árpád (Gömörpéterfala, 1935. október 6. –) a Nemzet Művésze címmel kitüntetett, Kossuth-díjas és József Attila-díjas szlovákiai magyar író, költő, szerkesztő, kritikus, irodalomtörténész, műfordító (cseh, szlovák, lengyel, orosz, francia) és egyetemi oktató, érdemes művész.

## Életpályája
Tőzsér István és Sándor Julianna házasságából született. 1954-ben érettségizett a komáromi gimnáziumban. 1960-ban magyar-szlovák szakos tanári oklevelet szerzett pozsonyi pedagógiai főiskolán. 1960–1965 között A Hét, 1965–1971 között az Irodalmi Szemle szerkesztője, 1992–1996 között főszerkesztője. 1971–1976 között a nyitrai pedagógiai főiskola magyar nyelv- és irodalom tanszékén tanított adjunktusi beosztásban. 1976–1991 között a pozsonyi Madách Könyvkiadó szlovák fordításirodalmi szerkesztőségének vezetője, 2002 óta szerkesztője. 1991–2002 között a Komenský Egyetemen kutatott és tanított, ezúttal is adjunktusi beosztásban. 1998–1999 között a Szlovákiai Magyar Írók Társaságának elnökeként működött. 2005 óta a Magyar Művészeti Akadémia tagja.

## Irodalmi munkássága
Pályakezdését a tájélmény, a hagyományokhoz, a történelemhez kapcsolódó erkölcsi elkötelezettség, Adyra emlékeztető sátános hangvétel jellemzi. Indulatát később analitikus látásmóddal társította, az illyési józan tárgyilagosság ösztönzését hasznosítja, gazdag képiséggel kapcsolja össze. Intellektuális költői alkata megfontolt kísérletező, újító szándékkal társul. Verset, irodalomkritikát, esszét egyaránt ír, a cseh, lengyel és szlovák irodalomból rendszeresen műfordít. Az irodalom autonómiájának híve.

## Magánélete
1974-ben házasságot kötött Kállay Erzsébettel. Két fiuk született; István és Árpád, mindketten 1975-ben.

## Művei

### Versek
- Mogorva csillag; Szlovákiai Szépirodalmi, Bratislava, 1963
- Kettős űrben. Versek; Tatran–Szépirodalmi, Bratislava–Budapest, 1967
- Érintések (1972)
- Genezis (1979, 2006)
- Adalékok a Nyolcadik színhez (1982)
- Na brehu papiera; szlovákra ford. Vojtech Kondrót, Marta Podhradská, Mila Haugová; Slovenskí spisovatel, Bratislava, 1982 (Nová poézia)
- Körök. Válogatott versek 1953–1982; Madách, Bratislava, 1985 (Csehszlovákiai magyar írók)
- Történetek Mittel úrról, a gombáról és a magánvalóról (1989)
- Mittelszolipszizmus. 1994–1972; Széphalom Könyvműhely, Budapest, 1995
- Leviticus. Új versek; Argumentum, Budapest, 1997
- Négy negyed (1999)
- Finnegan halála. Új versek; Kalligram, Pozsony, 2001
- Tanulmányok költőportrékhoz. Új és kevésbé új versek a versről és költőkről; Széphalom Könyvműhely, Budapest, 2004
- Tőzsér Árpád legszebb versei (2005)
- Léggyökerek. Új versek; Helikon, Budapest, 2006
- Csatavirág. Lét-dalok; Kalligram, Pozsony, 2009
- A vers ablakán kihajolva. Válogatott versek; Palatinus, Budapest, 2010
- Fél nóta. Versek; Kalligram, Pozsony, 2012
- Erről az Euphorboszról beszélik. Összegyűjtött versek, 1963–2012; Kalligram–Kalligram Polgári Társulás, Pozsony–Dunaszerdahely, 2015
- Imágók. Új versek, 2012–2016; Kalligram–Kalligram Polgári Társulás, Pozsony–Dunaszerdahely, 2016
- Lélekvándor. Új versek, 2017–2018; Kalota Művészeti Alapítvány–Napkút, Budapest, 2019
- Suttogások sötétben. Új versek és versesszék, 2019–2021; Kortárs, Budapest, 2021 (Kortárs vers)
- Europé földje. Nem-versek Európáról; Madách Egyesület, Pozsony, 2024

### Drámák
- Faustus Prágában. Molnár Albert prágai megkísértésének dialógusokba és jambusokba szedett története; Kalligram, Pozsony, 2005

### Műfordítások
- Vilém Závada válogatott versei (társfordítás, 1977)
- Vladimír Mináč: Összefüggések (esszék, tanulmányok, 1980)
- Lubomír Feldek: Virradat a ceruza körül (versfordítások, válogatás a szlovák költőktől; 1980)
- Pavol Országh Hviezdoslav: Az erdőőr felesége (elbeszélő költemény, Cselényi Lászlóval, 1983)
- V. Grigorjevics Szutyejev: A kerekek (leporelló, 1984)
- Vladimír Holan: Éjszaka Hamlettel (a cseh költő poémája magyarul; 2000)
- Mintha erdei állat volna és angyal (2002)

### Tanulmányok
- Az irodalom valósága. Tanulmányok, kritikák, jegyzetek; Madách, Bratislava, 1970
- Szavak barlangjában (1980)
- Régi költők, mai tanulságok (1984)
- Escorial Közép-Európában. Esszék és tanulmányok; Madách, Pozsony, 1992
- Pozsonyi páholy; Kalligram, Pozsony, 1994
- Egy diófa és környéke. Irodalomtörténeti tanulmányok (1995)
- Tóth László: Szó és csend. Tizenegy beszélgetés. Csiki László, Fodor András, Géczi János, Kukorelly Endre, Petőcz András, Somlyó György, Tornai József, Tőzsér Árpád, Vasadi Péter, Vörös István, Zalán Tibor; JAMK–Új Forrás Szerk, Tatabánya, 1996 (Új Forrás könyvek)
- A homokóra nyakában (1997)
- Az irodalom határai = Hranice literatúry. / Cselényi László és Grendel Lajos művei s a határon túli magyar irodalom kérdésköre = Diela Lászlóa Cselényiho a Lajosa Grendela a problematika mad'arskej literatúry za hranicami Mad'arska a v Mad'arsku; szlovákra ford. Görözdi Judit et al.; Kalligram, Pozsony, 1998 (Dialógus könyvek)
- A nem létező tárgy tanulmányozása. Az irodalomról, vegyes műfajban; Kalligram, Pozsony, 1999
- Milétoszi kumisz. Tanulmányok, kritikák, jegyzetek; Kalligram, Pozsony, 2004
- A Matrjoska-baba szubjektuma. Esszék, jegyzetek, interjúk; Madách-Posonium, Pozsony, 2005
- A könyv színe előtt. Válogatott irodalomtörténeti tanulmányok, kritikák, esszék, jegyzetek, interjúk. 1970–2012; Pesti Kalligram, Budapest, 2015
- Vagyonos apáink. Balassi Bálinttól Mikszáth Kálmánig. Irodalomtörténeti tanulmányok és esszék; Magyar Napló–Írott Szó Alapítvány, Budapest, 2021 (Rádiusz könyvek)

### Naplók
- Szent Antal disznaja. Naplók naplója; Kalligram, Pozsony, 2008
- Érzékek csőcseléke. Naplók (1998–2000) naplója; Kalligram, Pozsony, 2011
- A kifordított ember. Naplók (2001–2004) naplója; Kalligram–Kalligram Polgári Társulás, Pozsony–Dunaszerdahely, 2013
- Einstein a teremtést olvassa. Naplók (2005–2007) naplója; Kalligram–Kalligram Polgári Társulás, Pozsony–Dunaszerdahely, 2015

## Díjak, elismerések
- Madách Imre-díj (1980, 1981, 1985)
- Érdemes művész (1988)
- Fábri Zoltán-díj (1991)
- József Attila-díj (1993)
- Szlovák Írók Szövetsége díja (1993)
- A Magyar Köztársasági Érdemrend kiskeresztje (1996)
- Év Könyve-díj (1996, 2005)
- Déry Tibor-díj (1996)
- Kemény Zsigmond-díj (1996)
- Ady Endre-díj (Soros Alapítvány) (1997)
- Mikes Kelemen-díj (1999)
- Arany János-díj (2002)
- Füst Milán-díj (2002)
- Alföld-díj (2003)
- Tiszatáj-díj (2003)
- Kossuth-díj (2004)
- Magyar Művészetért díj (2004)
- Bárka-díj (2008)
- Salvatore Quasimodo-emlékdíj (2009)
- A Nemzet Művésze (2014)
- Artisjus Irodalmi Díj – nagydíj (2016)
- Magyar Örökség díj (2023)